# Tanypus memorosus
Tanypus memorosus är en tvåvingeart som först beskrevs av Johann Wilhelm Meigen 1804.  Tanypus memorosus ingår i släktet Tanypus och familjen fjädermyggor.
Artens utbredningsområde är Tyskland. Inga underarter finns listade i Catalogue of Life.